# 内丸 (八戸市)

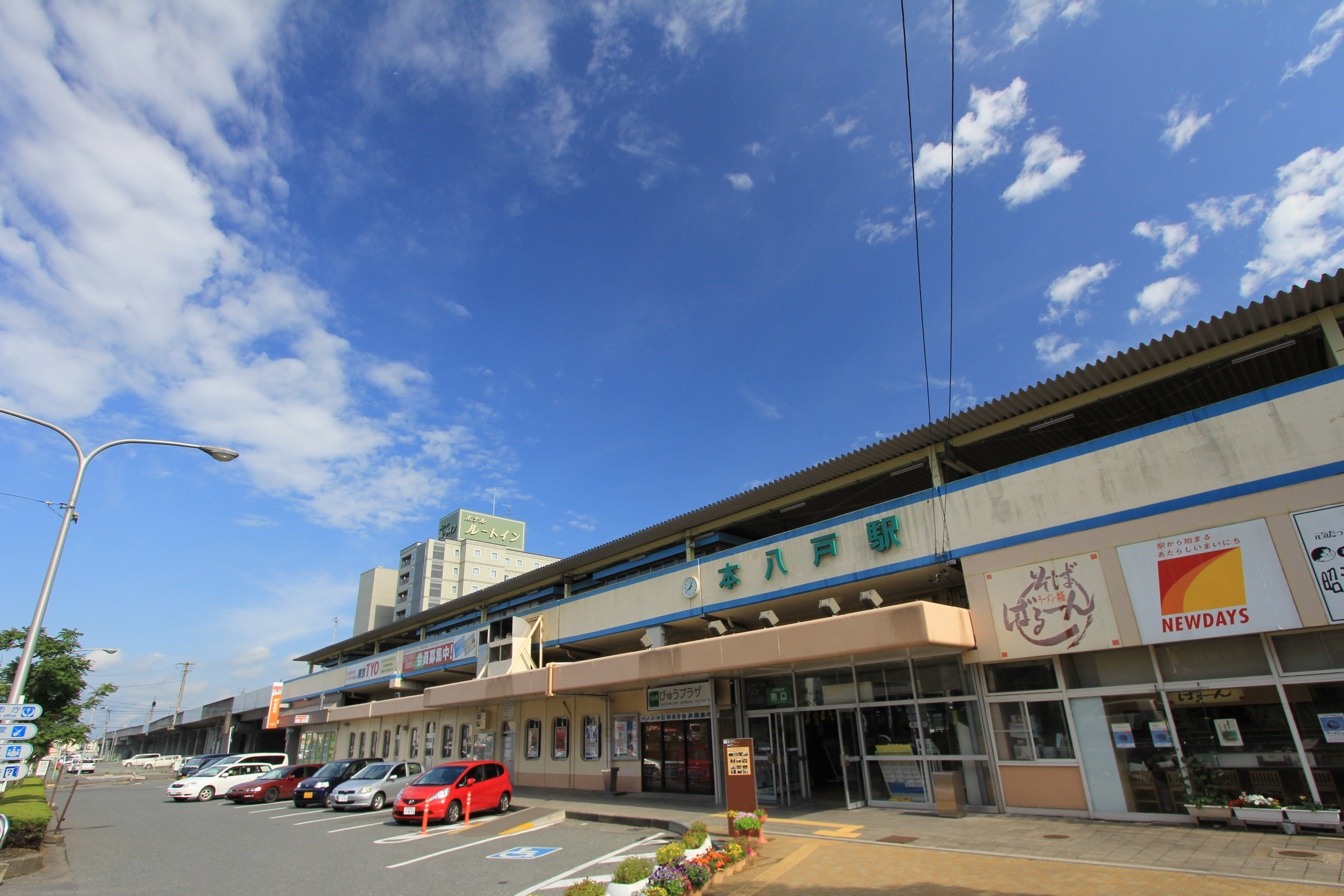
本八戸駅

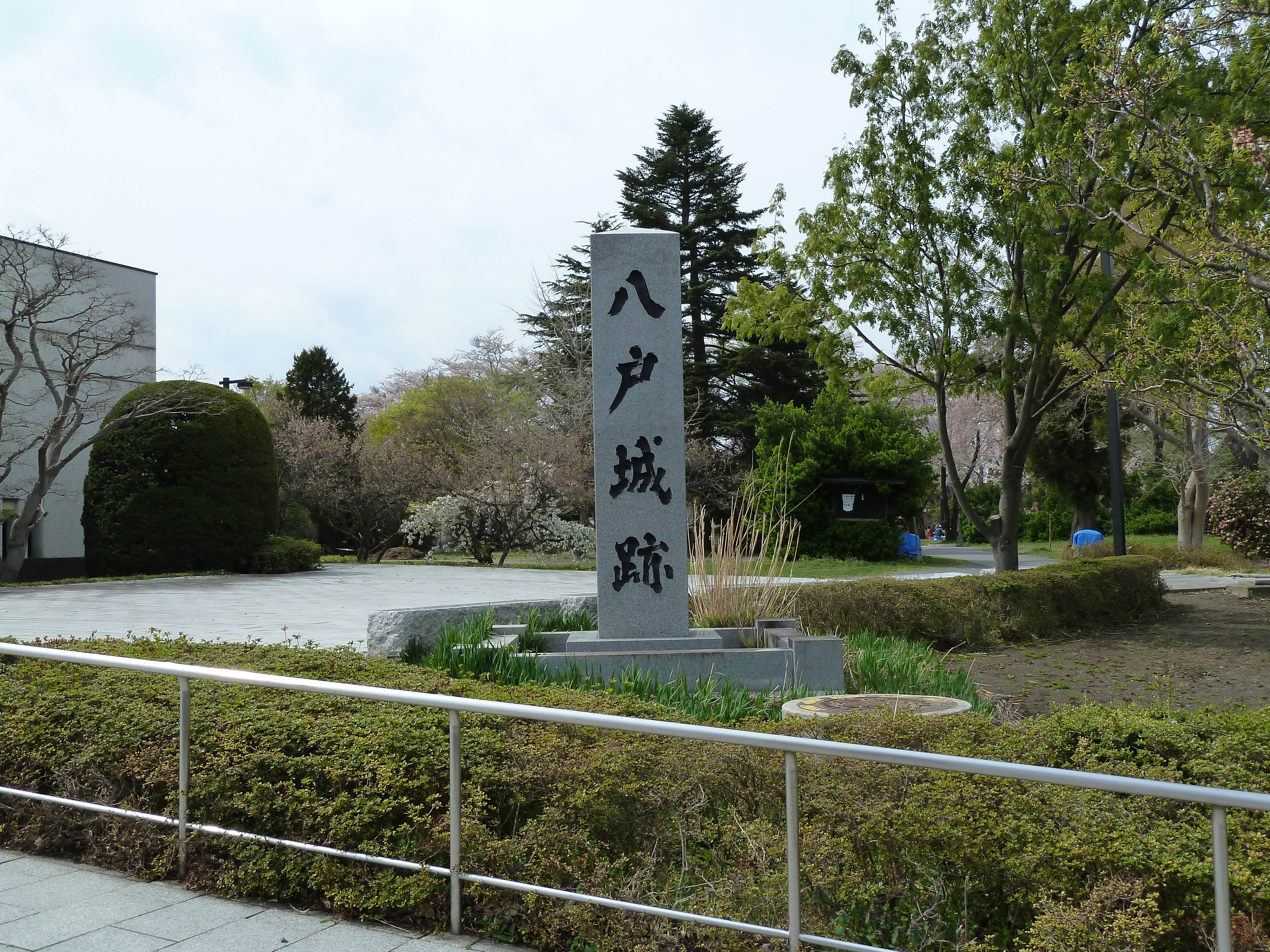
八戸城址

内丸（うちまる）は、青森県八戸市の町名。郵便番号は031-0075。人口は836人、世帯数は523世帯（2024年4月30日現在）。現行行政地名は内丸一丁目から内丸三丁目。全域で住居表示が実施されている。旧八戸町大字八幡町、八戸市大字八幡町。

## 地理
八戸市の中央部に位置し、八戸市庁や八戸市公会堂、三八城公園が立地、龗神社が鎮座している八戸市中心市街地。北に城下、南に馬場町、番町、堀端町、常海町、西に売市、東に柏崎に面している。JR八戸線本八戸駅が最寄駅である。

## 世帯数と人口
2024年（令和6年）4月30日現在の世帯数と人口は以下の通りである。
| 丁目       | 世帯数  | 人口  |
| ---------- | ------- | ----- |
| 内丸一丁目 | 166世帯 | 265人 |
| 内丸二丁目 | 118世帯 | 192人 |
| 内丸三丁目 | 239世帯 | 379人 |
| 計         | 523世帯 | 836人 |

## 沿革
- 1958年（昭和33年）1月1日 - 「八戸市大字八幡町」から改称され「八戸市内丸」と称される[7]。
- 1958年（昭和33年） - 八戸市公民館が開館。
- 1971年（昭和46年) 2月1日 - 国鉄八戸駅が本八戸駅に改称。
- 1977年（昭和52年）7月 - 国鉄八戸線の路線が高架化する。
- 1978年（昭和53年）2月1日 - 柏崎・小中野地区の住居表示が実施され、内丸の一部が柏崎一丁目に変更される[6][8]。
- 1982年（昭和57年）2月1日 - 内丸地区の住居表示が実施され、内丸一丁目から三丁目に区画される[6][9]。

### 町名の変遷

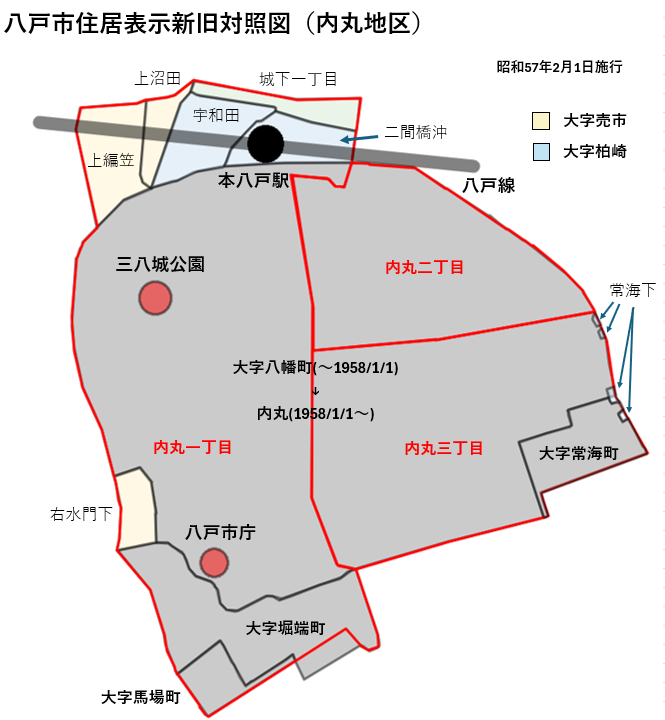
八戸市内丸地区での住居表示における新旧対照図。

| 実施後     | 実施年月日   | 実施前（特記無き場合は各字名の一部） |
| ---------- | ------------ | --- |
| 内丸一丁目 | 1982年2月1日 | 内丸、城下一丁目、大字堀端町、大字馬場町、大字売市字右水門下、同字上織笠、大字柏崎字宇和田の全部、同字二間橋沖の全部、大字沼館字上沼田の全部 |
| 内丸二丁目 | 1982年2月1日 | 内丸 |
| 内丸三丁目 | 1982年2月1日 | 内丸、大字常海町、大字柏崎字常海下の全部 |

## 由来
- 江戸時代に八戸城が置かれていたことに由来する。

## 交通

### 鉄道
- JR東日本八戸線 - 本八戸駅

### 道路
- 青森県道23号本八戸停車場線